# Веселі витівки Тіля Уленшпігеля
«Веселі витівки Тіля Уленшпігеля» (або «Веселі пустощі Тіля Уленшпігеля»; нім. Till Eulenspiegels lustige Streiche), тв. 28 — симфонічна поема Ріхарда Штрауса, написана 1895 року, присвячена Артуру Зайдлю. Орієнтовна тривалість звучання — 15 хвилин.
У 1894 році Штраус задумав оперу на одну дію на сюжет про німецького народного героя Тіля Уленшпігеля і почав накидати для неї лібрето, однак ця робота не просунулася далеко, і в підсумку композитор використав ідею для створення симфонічного твору, завершивши його 6 травня наступного року. 5 листопада 1895 року поема вперше прозвучала в Кельні у виконанні Гюрценіх-оркестру під керуванням Франца Вюльнера; сам автор через репетиції своєї першої опери «Гунтрам» не зміг взяти участь в прем'єрі і вперше диригував цією музикою 29 листопада в Мюнхені.
«Уленшшпігель» належить до вершинних виявів програмної музики Штрауса: це, за словами біографа Штрауса Майкла Кеннеді, його «вдала і дотепна» симфонічна поема. В одночастинній формі поеми виділяються 27 програмних епізодів — від народження до смерті героя, проте заголовки цих епізодів, які спочатку містилася в партитурі, автор оприлюднити не захотів. 1944 року, до 50-річчя твори, Штраус повернувся до партитури і вніс до неї невеликі редакційні зміни, але більшістю виконавців вони не враховуються.
Кілька фортеп'янних перекладів (в тому числі дві редакції Отто Зінґера-молодшого, для одного і для двох фортеп'яно) були видані відразу ж після прем'єри. На музику «Уленшпігеля» Вацлав Ніжинський в 1916 році поставив і станцював балет.
Серед диригентів, що здійснили аудіозапис «Уленшпігеля», — автор, Карл Бем, Яша Горенштейн, Герберт фон Караян, Рудольф Кемпе, Клеменс Краус, Майкл Тілсон-Томас, Вільгельм Фуртвенглер і багато інших.

## Використання музики
- 1916, 23 жовтня — «Тіль Уленшшпігель», балет на одну дію в постановці В. Х. Ніжинського[4]
- 1933, 18 травня — «Тіль Уленшшпігель», міні-балет балетмейстера Л. В. Якобсона за сценарієм і під керівництвом Є. О. Мравінського, художник М. І. Нікіфоров; Тіль — В. В. Фідлер, Неле — І. Л. Каплан, Мати — Н. Є. Шереметьєвська, Батько — Б. Я. Фенстер, Богослов — В. А. Варковіцький; Ленінградський державний театр опери і балету ім. Кірова[4]
- 1949, 9 листопада — балет в постановці Ж. Бабілє за сценарієм балетмейстера, художник Т. Кьоу; Тіль — Бабілє, Неле — Д. Дарманс; Театр Єлисейських полів, Париж[4]
- 1951, 14 листопада — «Веселі витівки Тіля Уленшшпігеля», балет за лібрето і в хореографії Дж. Баланчина, сценографія Е. Франсе; Тіль — Дж. Роббінс; Нью-Йорк Сіті балет[4]